# ラファイエット・マクローズ
ラファイエット・マクローズ（英: Lafayette McLaws、1821年1月15日-1897年7月24日）は、アメリカ陸軍の軍人であり、南北戦争の時は南軍の将軍だった。

## 初期の経歴
マクローズはジョージア州オーガスタで生まれた。1842年に陸軍士官学校を同期56人中48番目の成績で卒業した。米墨戦争、西部辺境およびモルモン教徒の蜂起を抑圧したユタ戦争には歩兵士官として従軍した。ミズーリ州ジェファーソン兵舎にいる時にザカリー・テイラー将軍の姪、エミリー・アリソン・テイラーと結婚し、後のアメリカ連合国に付いたリチャード・テイラー将軍やジェファーソン・デイヴィス大統領とは義兄弟になった。

## 南北戦争

### 1861年-1862年
南北戦争が始まると、アメリカ陸軍の大尉を辞任し、南軍の少佐に任官された。直ぐに第10ジョージア歩兵連隊の大佐に昇進した。さらに直ぐに旅団および師団を指揮する准将に昇進し、七日間の戦いに参戦し、1862年5月23日には少将になった。マクローズは北バージニア軍ジェイムズ・ロングストリートの第1軍団で第1師団長となり、この戦争の大半でロングストリートと共に行動した。
1862年、ロバート・E・リー将軍のメリーランド方面作戦のとき、マクローズの師団は軍団の残りとは別れ、ストーンウォール・ジャクソン少将と共に活動し、ハーパーズ・フェリーの戦いではメリーランド高地を占領した。その後師団と共にメリーランド州シャープスバーグに進軍しアンティータムの戦いではウェストウッズを守った。リーはマクローズ師団が戦場に遅く到着したことに失望した。フレデリックスバーグの戦いではメアリーズハイツを守る師団の1つになり、その猛烈な防御努力でリーを満足させられた。

### 1863年-1865年
チャンセラーズヴィルの戦いでは、ロングストリート軍団の残りがサフォーク近くでの任務に派遣されている間、マクローズは直接リーの指揮下で戦った。1863年5月3日、リーはマクローズの師団をリー軍の背後に迫っている北軍ジョン・セジウィック少将の第6軍団を止めるために派遣した。マクローズはこれを成し遂げたが、リーはマクローズがより積極的に攻撃せずセジウィックの軍団に損害を与えられなかったうえに、ラッパハノック川を渡って逃亡させたことで不満だった。チャンセラーズヴィルでジャクソンが致命傷を負ったために、リーはその軍隊を再編し、ロングストリートは新しい2人の軍団長の1人にその部下達を推薦したが、リーがリチャード・イーウェルとA・P・ヒルを選んで失望させられた。マクローズは転属を希望したが容れられなかった。
ゲティスバーグの戦いの2日目である1863年7月2日、マクローズは第2師団を指揮しており、北軍左翼に対するロングストリートの大規模攻撃に参加した。ホイートフィールドやピーチオーチャードとして知られる地域で大きな成功を遂げた（兵力では損失が大きかった）が、軍隊全体としてはセメタリーリッジの北軍陣地から敵を追うことができなかった。翌日のピケットの突撃にはリングストリートが指揮を執ったが、マクローズ師団は参加しなかった
マクローズはロングストリート軍団と共にテネシー州に向かいブラクストン・ブラッグ将軍のテネシー軍の援軍となった。マクローズ師団の到着が遅すぎてチカマウガの戦いや第三次チャタヌーガの戦いに間に合わなかった。1863年遅くのノックスビル方面作戦では、サンダース砦への攻撃に失敗したことで、ロングストリートが「指揮を執る将軍が採用することが適当と考えた努力と作戦における自信の欠如」と言ってマクローズを解任した。ロングストリートは12月30日にアメリカ連合国総務監察長官サミュエル・クーパーに宛てた手紙で、「義務の怠慢」に関する3つの罪を挙げたが、マクローズの「奉公が他の地位で政府にとって重要になるかもしれない」ので軍法会議は要求しなかった（同じ手紙で、その師団長から「無能」と告発されていたジェローム・B・ロバートソンに対しては軍法会議を要求した）。マクローズも12月30日にクーパーに宛てて手紙を書き、ロングストリートの告発に付いて論じ、汚名をすすぐために軍法会議を要求した。クーパーはロングストリートの手紙を陸軍長官ジェイムズ・セドンとアメリカ連合国大統領ジェファーソン・デイヴィスに回送し、ロングストリートは正式な軍法会議無しにその指揮下にある士官を解任も転任も認められていないという注釈を付けた。デイヴィスは2人の将軍の軍法会議を命じたが、マクローズの解任については後任を指名できるまで反対とした。
ロバートソンとマクローズの軍法会議は1864年2月12日にテネシー州モリスタウンで、サイモン・B・バックナー少将を裁判の議長として招集された。審理はロングストリートを含む証人達がスケジュール通りに出席できず、ある場合にはロングストリートが欠席の許可を認めたので進行が遅れた。クーパーの部署で5月5日に裁判の所見を出版し、義務の怠慢とされた2項目については無罪とし、第3項目の「マクローズの攻撃の細部でその成功のために基本的な手配ができなかった」ことで有罪とした。マクローズは階級と指揮権なしの60日間を宣告されたが、クーパーは裁判の手続きに重大欠陥があると言ってその判決と宣告を覆し、マクローズには師団と共にその任務に戻るよう命じた。しかし、5月18日、マクローズは陸軍局からサウスカロライナ、ジョージアおよびフロリダ方面郡のサバンナ防衛にその任務を変えられた。
マクローズは自分の運命について憤慨し、ロングストリートは失敗したノックスビル方面作戦のスケープゴートに自分を使ったと主張した。ロングストリートは終戦後かなり経ってから書いた自叙伝で、マクローズに対して告発したことを後悔していると表明し、「軽率な瞬間」に起こったことと表現した。やがて、2人の南軍将軍の間の敵意は消えたが、マクローズはロングストリートの行動を完全に許した訳ではなかった。
マクローズは第1軍団を離れ、リーがバージニアではその指揮を認めなかったので、サバンナに向かい、1864年遅くのウィリアム・シャーマンによる海への進軍に対してサバンナ防衛ができなかった。
1865年4月26日、マクローズはジョセフ・ジョンストン将軍の軍隊と共に降伏した。しかし、仮釈放の記録は残っていない。10月18日、アメリカ合衆国政府から恩赦を受けた。

## 戦後
1872年、マクローズはジョージア州のフリーメイソンになり、サバンナで軍人、政治家、慈善家およびフリーメイソンのジェイムズ・エドワード・オグルソープが1734年に設立したロッジであるソロモンのロッジNo. 1, F. & A. M.の会員になった。戦後、マクローズは保険業で働き、内国歳入局の収税官となり、1875年から1876年はサバンナの郵便局長、および南軍の退役兵組織で活動した。戦時にロングストリートと意見の食い違いはあったものの、ジュバル・アーリーなどがロングストリートの評判を落とそうとした時には当初ロングストリートを弁護した。しかし、その死の直前に「南部の失われた大義」運動について意見が変わり、ゲティスバーグにおけるロングストリートの失敗を声高く話すようになった。
ラファイエット・マクローズはサバンナで死に、そこのローレルグラブ墓地に埋葬されている。著書「軍人の将軍：ラファイエット・マクローズ少将の南北戦争の手紙」が死後出版された（2002年）。

## 記念
バージニア州ウィリアムズバーグの近くジェイムズシティ郡にあるアンハイザー・ブッシュのキングスミル開発の一部であるマクローズ・サークルは1970年代にマクローズの栄誉を称えて名付けられた。1861年、当時のマクローズ中佐はバージニア半島を横切る4マイル (6 km)の防御線であるウィリアムズバーグ・ライン構築に重要な役割を果たした。これは1862年の半島方面作戦のウィリアムズバーグの戦いで重要な道具となった。